# Белловаки

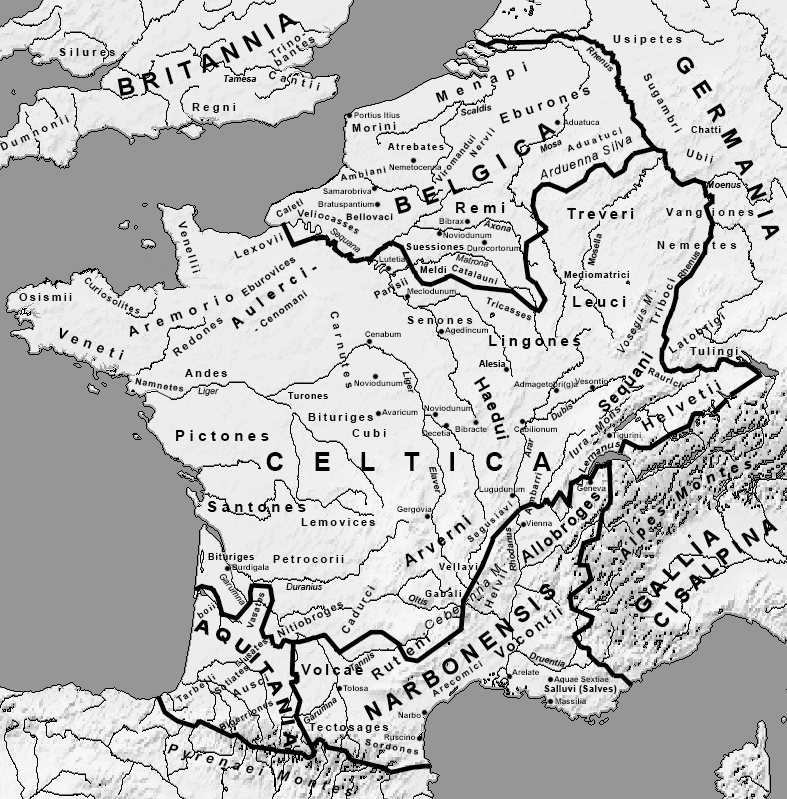
Галльские племена во времена Гая Юлия Цезаря

Белловаки (лат. Bellovaci) — племя белгов, жившее между Соммой, Сеной и Уазой. Их главные поселения Братуспантиум (Bratuspantium) и Цезаромагус (современный Бове).
Белловаки оказывали римлянам ожесточённое сопротивление до 52 года до нашей эры, также и после отступления Цезаря из Галлии. Только в 46 до н. э. Бруту удалось сломить их сопротивление.
Белловаки имели славу воинственного племени. Когда по требованию Верцингеторига формировалось общегалльское ополчение и каждая община выставляла определённый контингент воинов, белловаки отказались от этого, заявив, что они не желают подчиняться ничьей власти, но будут вести войну с римлянами самостоятельно. И действительно, из всех галльских общин, ещё не принимавших прямого участия в восстании, белловаки оказались наиболее опасным противником.